# Henri Lesmayoux
Henri Casimir Eugène Lesmayoux (Parigi, 19 dicembre 1913 – Parigi, 15 dicembre 1999) è stato un cestista francese.

## Carriera
Medaglia di bronzo con la Francia agli Europei 1937, ha collezionato in totale 36 presenze e 224 punti con la propria Nazionale, dal 1937 al 1947. Ha inoltre vinto il campionato francese nel 1944 con il Grenoble.

## Palmarès
- Campionato francese: 1

Championnet: 1944-45